# Anneke Jans Bogardus
Anneke Jans Bogardus, född 1605 i Flekkerøy i Vest-Agder län i södra Norge, död 19 mars 1663 i Beverwijck i Nya Nederländerna, var en av de första emigranterna från Skandinavien. Hon blev prästfru och jordägare på Manhattan. Hon flyttade till Beverwijck vid Hudsonfloden efter maken Bogardus död 1647.

## Biografi
Anneke Jans var dotter till Johan Jans och barnmorskan Tryntje Hon var lillasyster till Marritje Jans. När Jans var i tonåren dog Johan Jans och Trijnie flyttade med döttrarna till Amsterdam i Nederländerna.

### Amsterdam
Med hjälp av norska timmermän fann Tryntje Roelofsdatter och döttrarna en bostad i Amsterdams fattigkvarter. En dag 1620 dök sjömannen Roeloff Jansen från Marstrand upp i gränden. Han gifte sig med Anneke i april 1623 i den reformerta kyrkan. En av direktörerna i Nederländska Västindiska Kompaniet, Killiaen Van Rensselaer förvärvade år 1629 mark vid Hudsonfloden i Nya Nederländerna och annonserade efter duktigt folk för att bryta ny mark och odla. Jansen svarade och familjen fick resa med ett av kompaniets fartyg till Amerika mot arbete på farmen i tre år.

### Nya Nederländerna

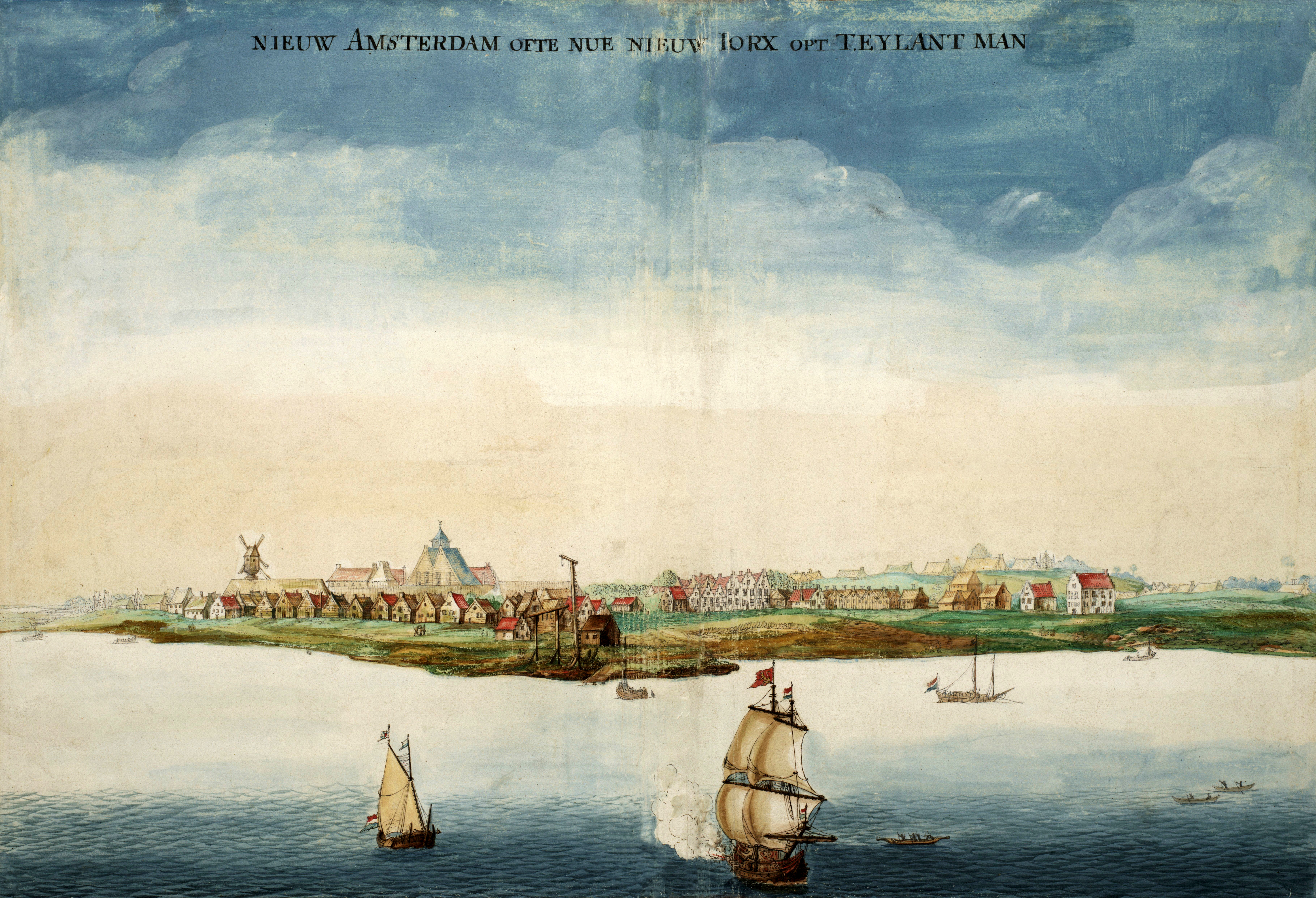
Utsikt över Nya Amsterdam

Strax före avresan till Nya Världen dog det äldsta barnet, Lijntje, och begravs på en kyrkogård i Amsterdam. Familjen Jansen, svärmor Tryntje och syster Marritje reste från Amsterdam den 30 mars 1630 med skeppet Eendracht. Atlantöverfarten var lugn och den 24 maj förtöjde Eenddracht på Manhattans sydspets.
Efter ett kort uppehåll i Fort Amsterdam fortsatte resan uppför Hudsonfloden till Fort Orange. Fortet låg mitt i Van Rensselaers lantegendom. Jans make blev arrendator, byggde bostad, bröt ny mark utmed ån Normans Kill och blev efter en tid rättare. Själv får hon barnen Trijntje, Fytje och Jan. Äldsta dottern Sara fick lekkamrater bland indianer och lärde sig deras språk.

### Nya Amsterdam

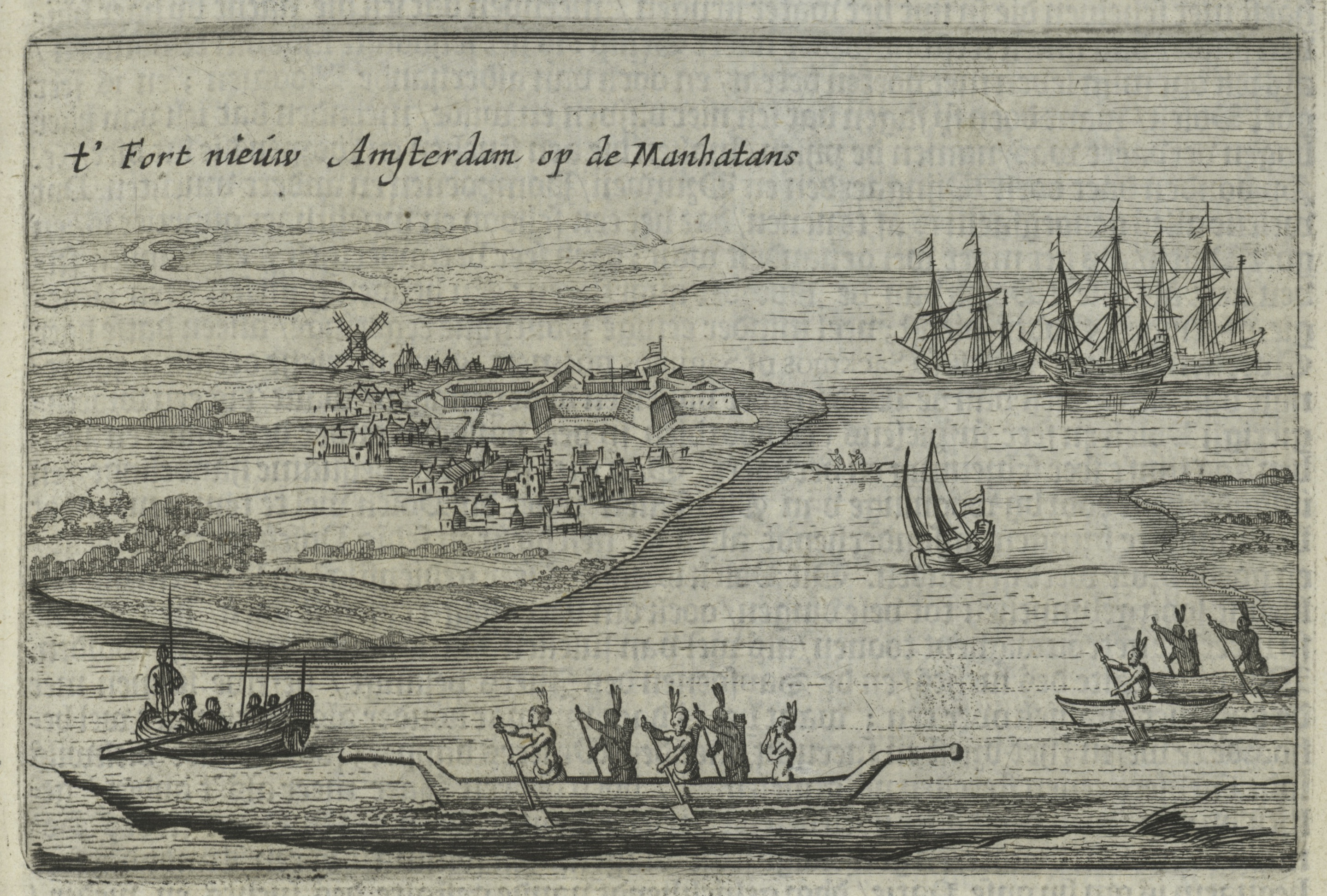
Fort Amsterdam omkring 1626

1634 fick Jansen köpa mark av Van Rensselaer, 15 hektar norr om Fort Amsterdam. Familjen arrenderade ut sin gård och flyttade till Manhattan. De bröt ny mark och byggde ett hem utmed East River. Men när det var klart att börja odla dog Jansen 1637.
Jans fick det svårt som änka och farmare med fyra barn. Hon var en av de första europeiska kvinnorna på Manhattan. 1638 gifte hon sig med Everardus Bogardus, som hade blivit kyrkoherde i den nederländska reformerta kyrkan.  De bosatte sig på hennes gård och började 
umgås med Peter Stuyvesant, som anlänt till Nya Nederländerna 1645, utsedd som guvernör. Jans’ äldsta dotter Sara fick en anställning hos guvernören som tolk, eftersom hon lärt sig indianernas språk. Jans fick ytterligare fyra barn.
1647 reste Bogardus till Europa i affärer på fartyget Princess Amalia. Fartyget råkade ut för en storm utanför Wales och förliste nära Swansea. Bogardes och många passagerare och sjömän drunknade. Jans blev åter änka och flyttade med sina barn tillbaka till gården vid Normans Kill.

### Albany

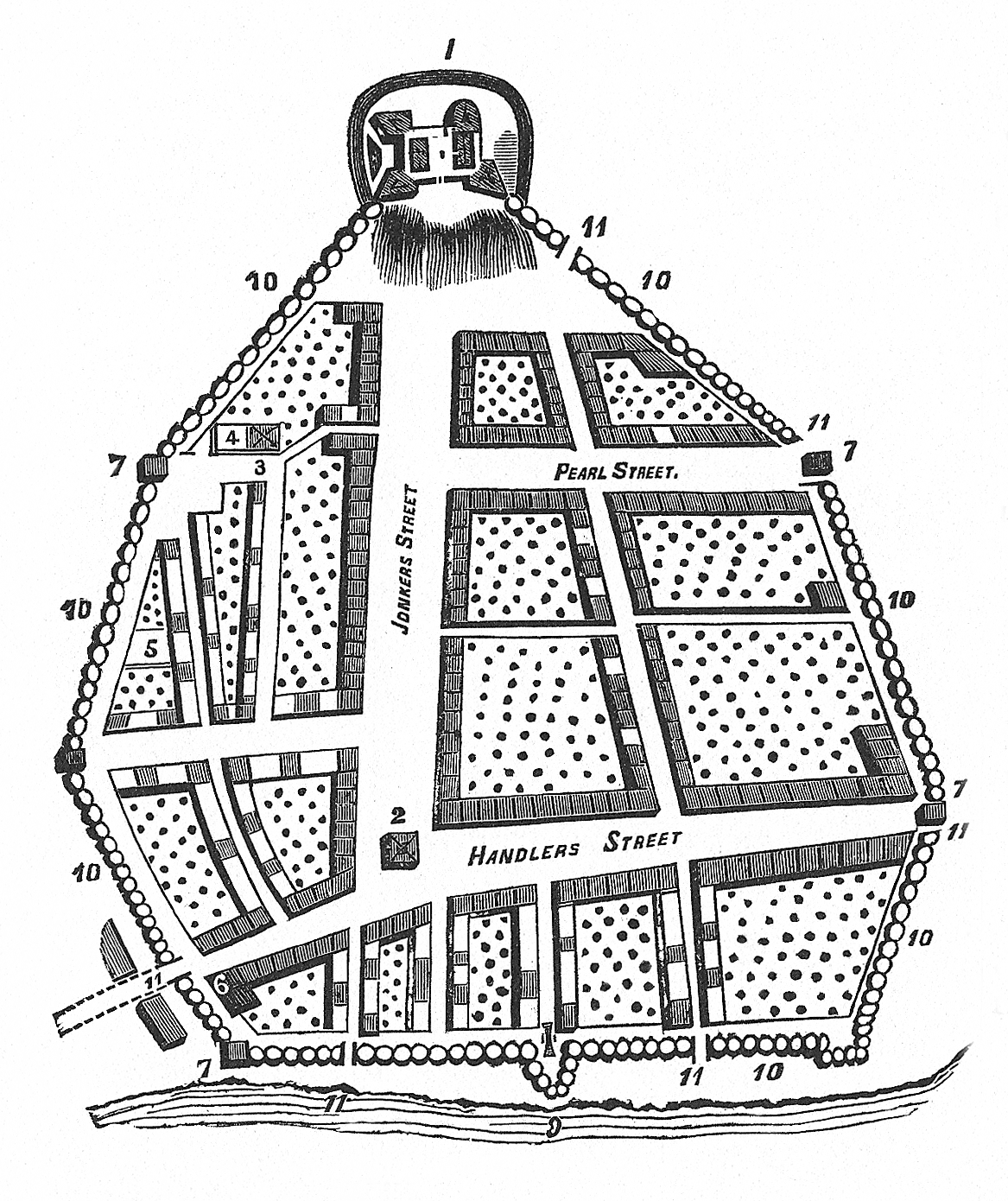
Albany plan 1695

Området vid Jans' gård hade vuxit till en by med namnet Beverwijck (Bäverviken).
1652 köpte hon en fastighet vid State street, nuvarande Jonkers street i Albanys historiska centrum. När barnen blev stora och flyttade hemifrån fick var och en i bröllopsgåva en säng och en mjölkko.
Jans dog 1663 efter att ha levt i Albany i 16 år. Året därpå erövrades Nya Amsterdam av England, vilket blev starten till det andra engelsk-nederländska kriget.

## Testamente
I januari 1663 skrev Jans ett testamente som beskrev hennes fastigheter på Manhattan och i Albany. Testamentet stipulerade att var och en av hennes sju barn skulle ärva lika delar. Jans dog i februari och begravdes på kyrkogården vid Beaver street.
Fastigheten i Albany såldes 1664. När fastigheten Domine's Bouwerie på Manhattan skulle säljas, konfiskerades den av de engelska myndigheterna och såldes till engelska kyrkan. På fastigheten byggdes Trinity Church. Ättlingar till Bogardus förde ärendet till domstol, vilket blev en långdragen process. På 1800-talet avgjorde en domstol att ättlingarnas krav var ogiltiga.